# Železniční trať Opava východ – Hradec nad Moravicí
Železniční trať Opava východ – Hradec nad Moravicí (v jízdním řádu pro cestující označená číslem 315) je jednokolejná železniční trať o délce 8 km. Jedná se o dráhu regionální. V úseku Opava východ – Odbočka Moravice je trať vedena po stejné koleji s tratí Opava východ – Svobodné Heřmanice.

## Historie
Trať byla postavena v letech 1903 až 1905 jako odbočná z trati Opava východ – Horní Benešov.

## Nedostavěná železniční trať Opava–Trenčín
V lesích kolem Jakubčovic jsou zbytky této nedostavěné trati, především zářezy a náspy. Tato trať měla vést z Opavy přes Kylešovice, Branku u Opavy, Hradec nad Moravicí, Fulnek, Stachovice, Hladké Životice, Suchdol nad Odrou, Nový Jičín a dále pak přes Vlárský průsmyk do Trenčína. I přes finanční problémy se začala stavět v roce 1873, ale z důvodu krachu na vídeňské burze byla stavba po půlroce zrušena. Díky tomu by se Opava stala železničním uzlem Slezska. Na jejich základech je postavena také trať 277.

## Průběh trati
- km 0 – Opava východ (stanice)
- km 2 – Kylešovice (zastávka)
- km 3 – Odbočka Moravice, oddělení trati do Svobodných Heřmanic)
- km 6 – Branka u Opavy (zastávka)
- km 7 – Hradec nad Moravicí (zastávka – zrušena)
- km 8 – Hradec nad Moravicí (dopravna D3)

## Stanice a zastávky

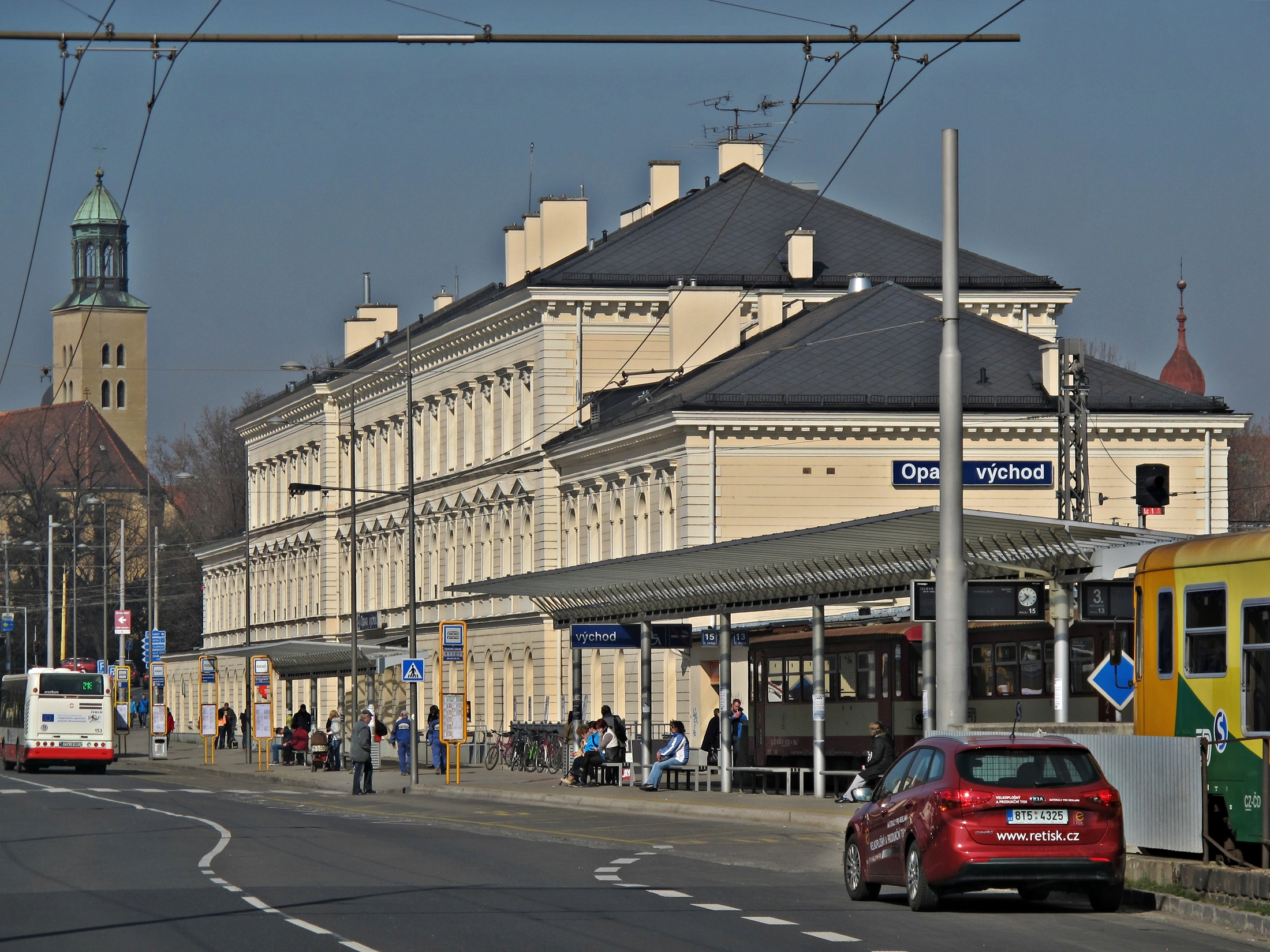
Opava východ
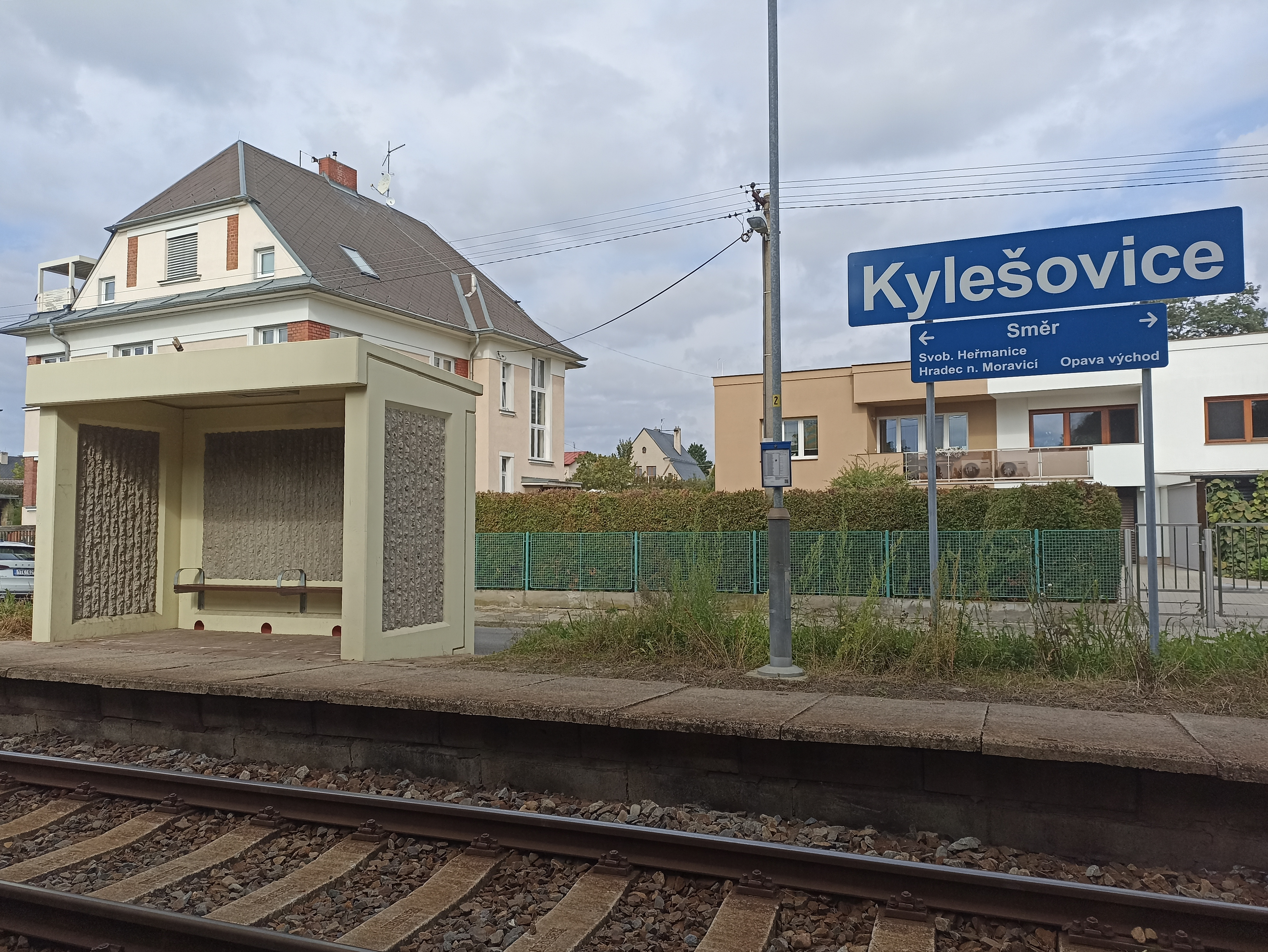
Kylešovice
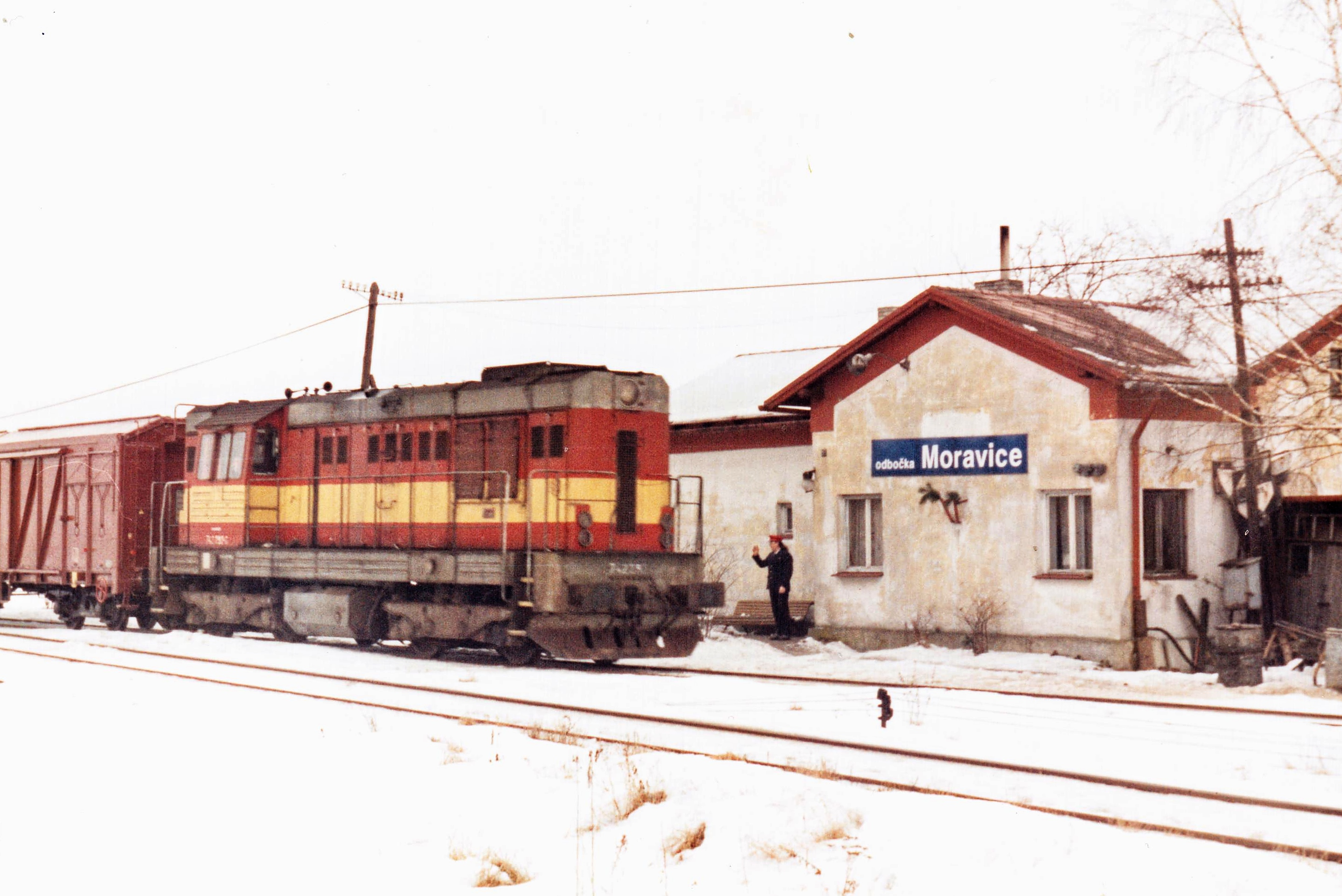
Moravice (odb.)
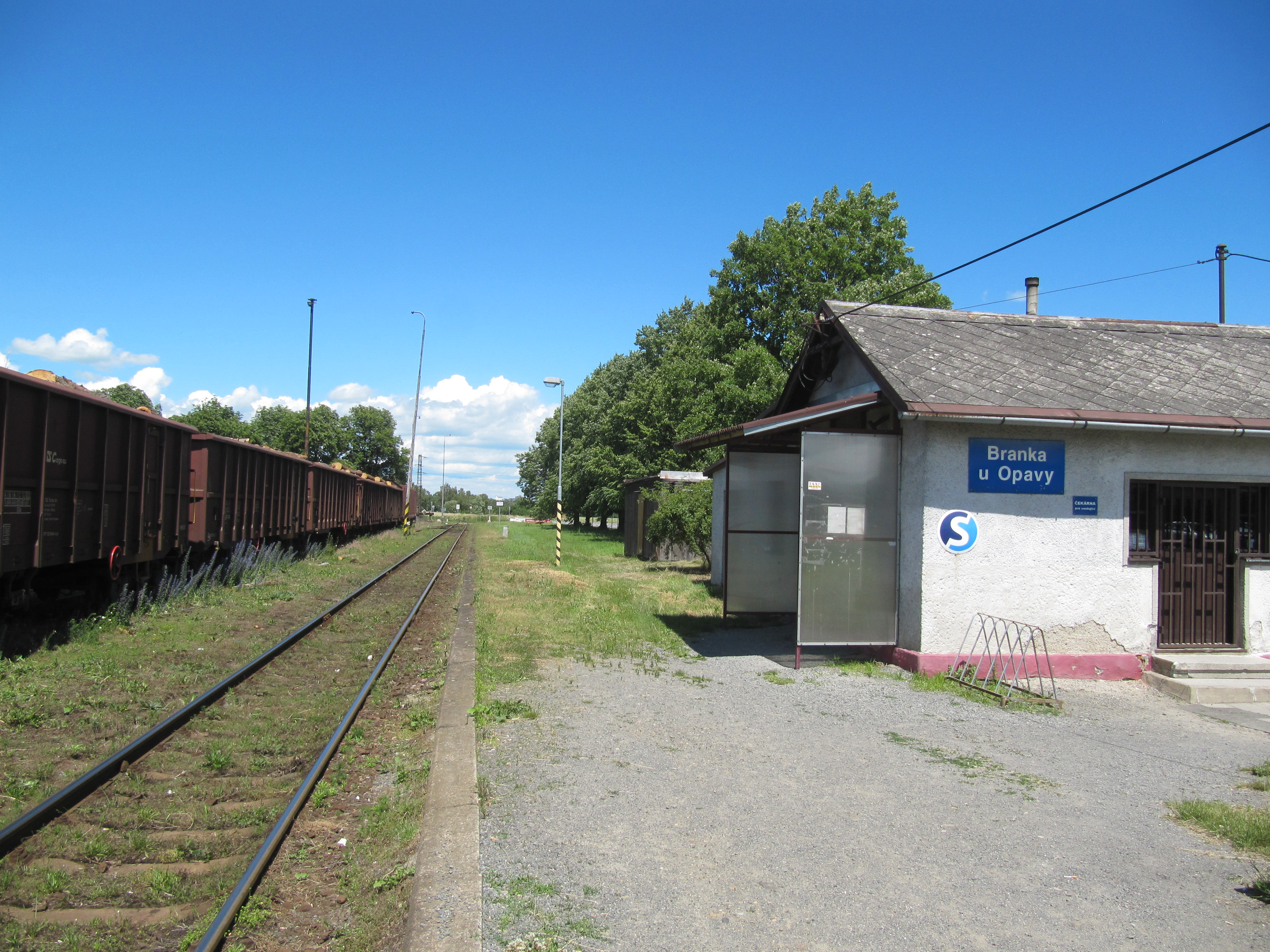
Branka u Opavy
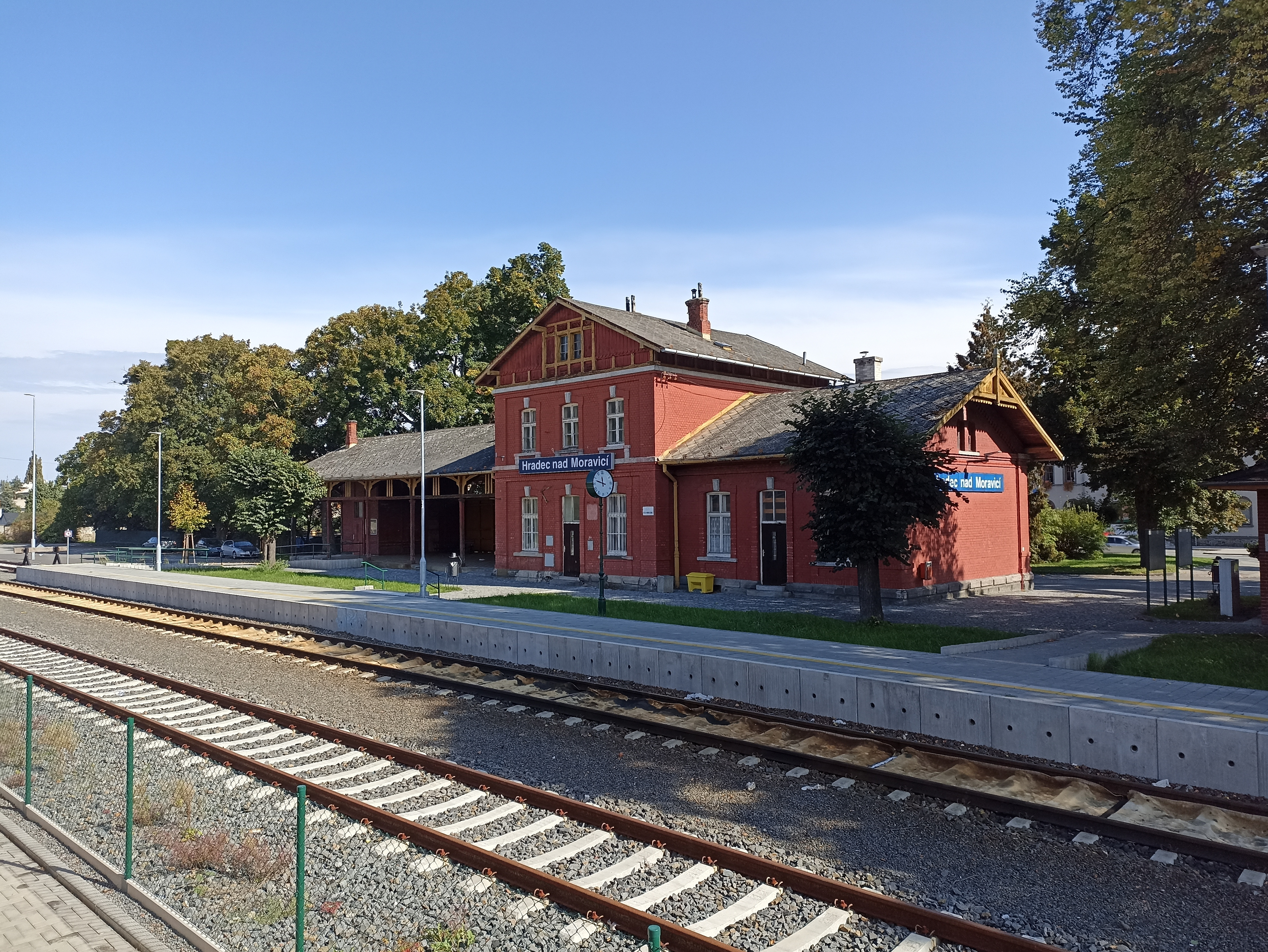
Hradec nad Moravicí

## Provoz na trati
Na trati jsou v současnosti (2022) vedeny pravidelné osobní vlaky, jejichž dopravcem jsou České dráhy. Nákladní doprava je v posledních letech[kdy?] zajišťována jedním párem manipulačního vlaku. Provoz na trati je v úseku odbočka Moravice – Hradec nad Moravicí řízen dle předpisu SŽ D3 pro zjednodušené řízení drážní dopravy. Na trati platí specifický způsob odbavování (bez průvodčího).
V roce 1952 byla na trati vybudována neveřejná zastávka u závodu Braneckých železáren nazvaná Hradec nad Moravicí zastávka. V rámci projednávání jejího zveřejnění byly zjištěny závažné nedostatky ve stavebním uspořádání a v roce 1996 bylo zastavování vlaků ukončeno.